# توماس وورل
توماس وورل (بالألمانية: Thomas Wörle)‏ هو مدرب كرة قدم ولاعب كرة قدم ألماني في مركز الوسط، ولد في 11 فبراير 1982 في كرومباخ في ألمانيا. شارك مع منتخب ألمانيا تحت 18 سنة لكرة القدم. أما مع النوادي، فقد لعب مع غرويتر فورت وكيكرز أوفنباخ ونادي آوغسبورغ.

## وصلات خارجية
- توماس وورل على موقع قاعدة بيانات كرة القدم.إي يو (الإنجليزية)
- توماس وورل على موقع بيانات كرة القدم. دي إي (الألمانية)
- توماس وورل على موقع عالم كرة القدم.نت (الإنجليزية)